# Franz Josefs Land
Franz Josefs land (russisk: Земля Франца Иосифа, Zemlja Frantsa Iosifa) er en russisk øgruppe i Ishavet, øst for Svalbard og vest for Novaja Zemlja. Øgruppen består af 191 øer og har et areal på 16.134 km². Øerne har ingen fastboende. De administreres af Arkhangelsk oblast.
Kap Fligely på øen Rudolføen er det nordligste punkt af Europa, Eurasien, og Rusland og er 911 km fra Nordpolen.

## Historie
Øgruppen blev opdaget i 1873 af en ekspedition ledet af Julius von Payer og Karl Weyprecht fra Østrig-Ungarn. De opkaldte øerne efter kejser Franz Joseph 1. af Østrig-Ungarn. Øerne blev i 1926 en del af Sovjetunionen. Norge, som på den tid omtalte øerne som Fridtjof Nansen Land, protesterede på indlemmelsen, da Norge også ønskede suverænitet over øerne.

## Menneskelig aktivitet
Turistrejser til øgruppen er stærkt begrænset. Der findes ingen infrastruktur, og man kan kun komme til øerne med isbryder, typisk fra Murmansk. I 2012 var der otte landgange på øerne. En medvirkende faktor til det lave antal turister er, at det er vanskeligt at få tiladelse til at besøge øerne, og fordi Kolabugten ofte er lukket som følge af militærøvelser. Den hyppigste transport til øerne er en 3-ugers tur til Nordpolen med den atomdrevne isbryder 50 Let Pobedy, som stopper ved øerne på sin rute. De mest populære turistdestinationer er områder med fuglefjelde og hvalroskolonier som Kap Flora på Northbrookøen og Kap Rubini på Hookerøen, samt historiske steder som Fridtjof Nansens hytte på Jacksonøen. Ofte bliver turisterne fløjet ind til øerne med helikopter.

## Galleri
- Møde mellem Fridtjof Nansen og Frederick George Jackson ved Kap Flora, Northbrookøen, i 1896 (opstillet billede).
- Zieglerøen.
- Kap Tegetthoff på Halløen.
- Satellitbillede af Franz Josefs Land i august 2011
- Blomsten papaver radicatum på Heissøen
- Hvalrosser på Heissøen